# Luciferine

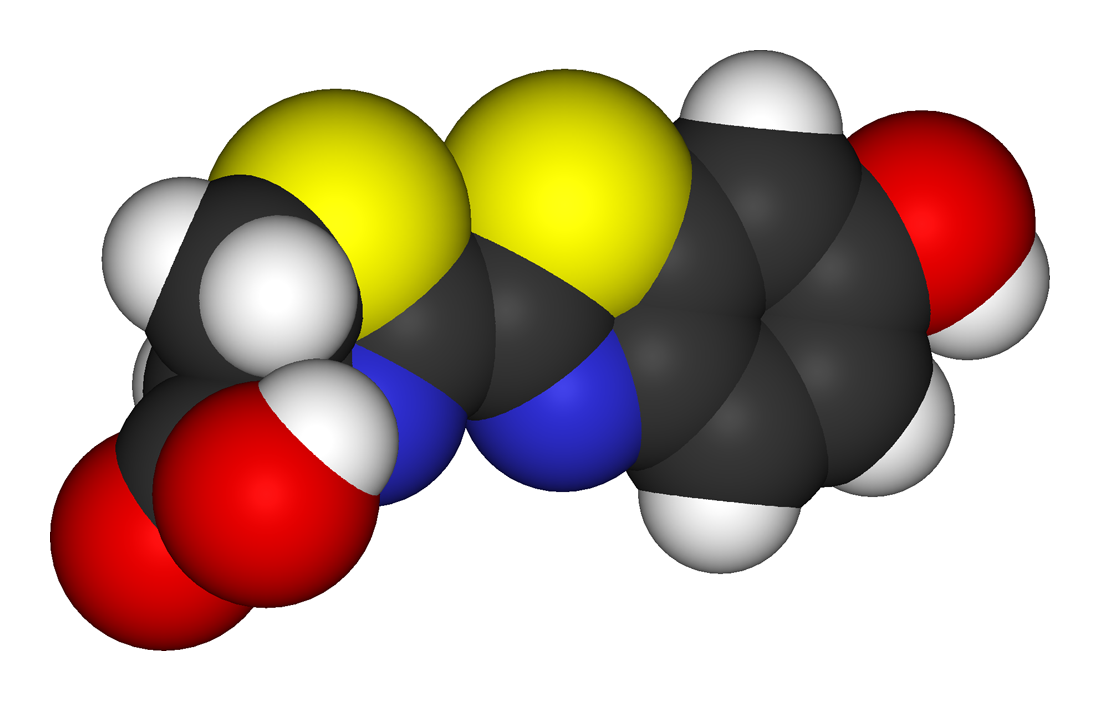
Modello a calotta della luciferina di lucciola. Codice colori: giallo=zolfo; blu=azoto; nero=carbonio; rosso=ossigeno; bianco=idrogeno.

Le luciferine (dal latino lucifer, "portatore di luce") sono una classe di composti eterociclici che emettono luce presenti in diversi organismi in cui si osserva bioluminescenza. Le luciferine subiscono una ossidazione catalizzata da un enzima che produce un intermedio instabile che decade emettendo luce. Il termine luciferina è genericamente usato per riferirsi alle molecole che emettono luce fungendo da substrati di luciferasi o fotoproteine.

## Tipi

Struttura della luciferina di lucciola (ribaltata rispetto alla precedente).

Le luciferine sono una classe di piccole molecole che fungono da substrati per reazioni redox in presenza di luciferasi per produrre ossiluciferine ed energia sotto forma di luce. Non è noto con certezza quanti tipi di luciferine siano presenti in natura, ma alcuni dei composti meglio studiati sono riportati nella lista seguente. La caratteristica comune di tutte le luciferine è che utilizzano specie reattive all'ossigeno per emettere luce.

### Lucciola
La luciferina di lucciola è la luciferina trovata in molte specie di Lampyridae. È substrato della luciferasi (EC 1.13.12.7) responsabile della caratteristica colorazione gialla della luce di lucciola. La reazione è inusuale in quanto è stato scoperto che è necessaria ATP per l'emissione di luce.

### Lumaca

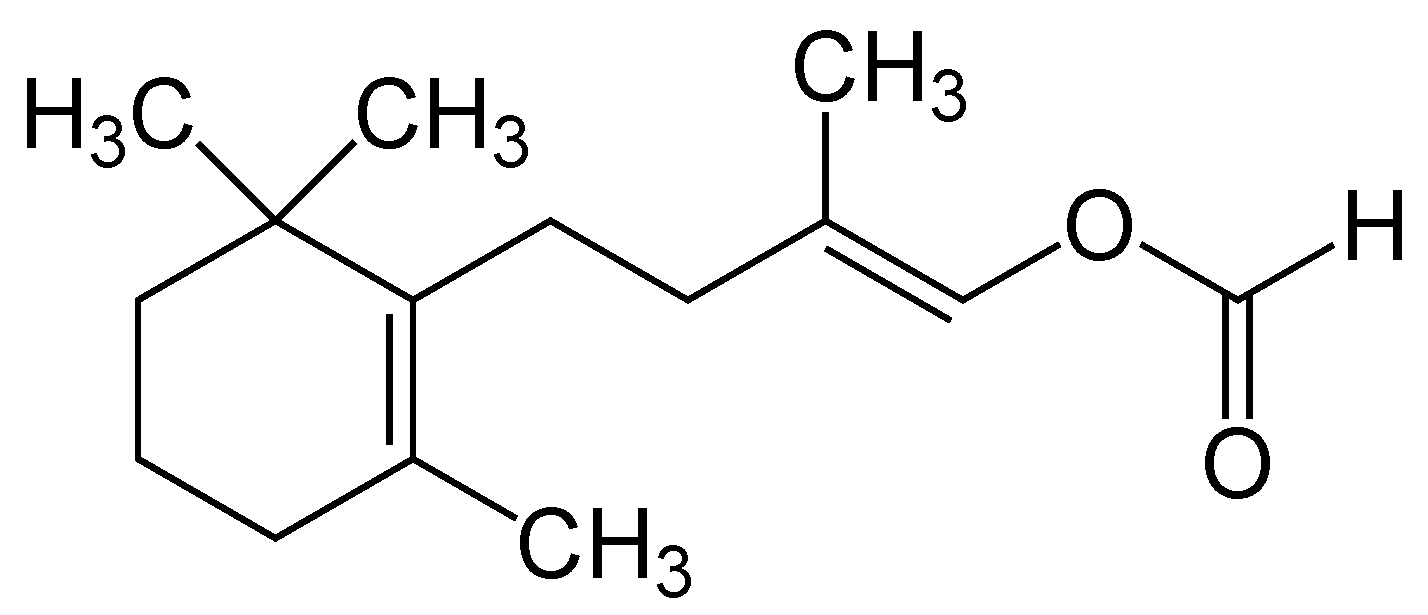
Struttura della luciferina di Latia.

La formula chimica della luciferina di Latia è (E)-2-metil-4-(2,6,6-trimetil-1-cicloes-1-il)-1-buten-1-olo formiato presente nella lumaca d'acqua dolce Latia neritoides.

### Batterica
La luciferina batterica è un tipo di luciferina trovata nei batteri. È formata da una aldeide a catena lunga e da una riboflavina fosfato ridotta.